# Flor de Mel
Flor de Mel é um romance infantojuvenil publicado em 1986 da autoria de Alice Vieira.

## Enredo
A protagonista, Melinda, vive com a sua avó paterna, Rosário, e o pai. Depois da morte da avó, o pai não possui condições materiais para cuidar de Melinda, passando esta a viver com uma senhora, de nome mãe Joana, vivendo numa creche informal.
Após algum tempo, o pai consegue as condições financeiras necessárias para cuidar de Melinda e vai buscá-la. Mas agora tem uma namorada, Ermelinda.

## Prémios
- Estrela de Prata do Prémio Peter Pan da International Board on Books for Young People (IBBY), na Feira do Livro de Gotemburgo.